# Signe de Lasègue inversé
Le signe de Leri, également connu sous le nom de signe de Lasègue inversé, ou test d'étirement du nerf crural, est un test de compression des racines nerveuses de la moelle spinale, qui est associé à une protrusion discale et à une lésion du nerf fémoral ou crural.

## Utilisations
Le Léri peut identifier la compression de la racine nerveuse spinale, qui est associée à une protrusion discale et à une lésion du nerf fémoral. Il peut identifier de manière fiable la compression des racines nerveuses spinales pour L2, L3 et L4. Il est généralement positif pour les protrusions discales L2-L3 et L3-L4 (lombaire haute), légèrement positif ou négatif pour les protrusions discales L4-L5 et négatif en cas de protrusion discale lombo-sacrée.

## Procédure
Pour rechercher ce signe, le patient est allongé sur le ventre, le genou est passivement fléchi jusqu'à la cuisse et la hanche est passivement étirée. Le test est positif si le patient ressent une douleur à la partie antérieure de la cuisse.